# Gouvernement di Rudinì I
Royaume d'Italie
Crispi II Giolitti I
Le gouvernement di Rudinì I (Governo di Rudinì I, en italien) est le gouvernement du royaume d'Italie entre le 6 février 1891 et le 15 mai 1892, durant la XVIIe législature.

## Composition
Composition du gouvernement
- Droite historique

### Président du conseil des ministres
Antonio di Rudinì